# Felip d'Anglesola
Felip d'Anglesola, fue el 8.º diputado eclesiástico de la Diputación del General de Cataluña en 1380, había sido nombrado por las Cortes reunidas en Barcelona el 17 de enero de ese año. Hijo de los señores de Anglesola había tenido una buena educación. Antes de ser nombrado diputado había formado parte de la comisión reorganizadora de la Generalidad en 1378. Murió a finales de 1380, antes de cumplir un año de su nombramiento y fue sustituido por Pere de Santamans en enero de 1381.
En las Cortes de Barcelona (1379), el rey Pedro el Ceremonioso había vuelto a pedir fondos, esta vez para la conquista de Cerdeña. Se prometió un donativo de 150.000 libras. Dentro de las medidas de contención se decidió prescindir de los «oyentes» y dejar este trabajo a los propios diputados. También les tocó nombrar nuevos comisarios y diputados locales que habían sido destituidos, así como encargarse de vender censales, según acuerdo de las Cortes de mayo de 1380.
| Predecesor: Ramon Gener | Diputado eclesiástico de la Diputación del General de Cataluña 1380 | Sucesor: Pere de Santamans |